# Super Mario (sorozat)
A Super Mario (Super Mario Bros. néven is ismert) egy platformjáték-sorozat, amit a Nintendo fejleszt. A főszereplő Mario, a Nintendo kabalája. A játékok jellemző elemei az ugrálás és ellenségek legyőzése, a cselekmény viszonylag egyszerű történetek köré épül. Legjellemzőbb cselekménye, hogy Bowser, a főellenség elrabolja Peach hercegnőt, akit Mario megment. A Super Mario sorozat beletartozik a Mario franchise-ba, ami magában foglalja a Mario-témájú filmeket, sorozatokat és ajándéktárgyakat.

## Játékok

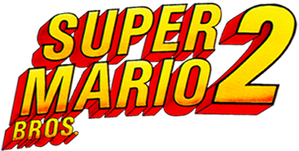

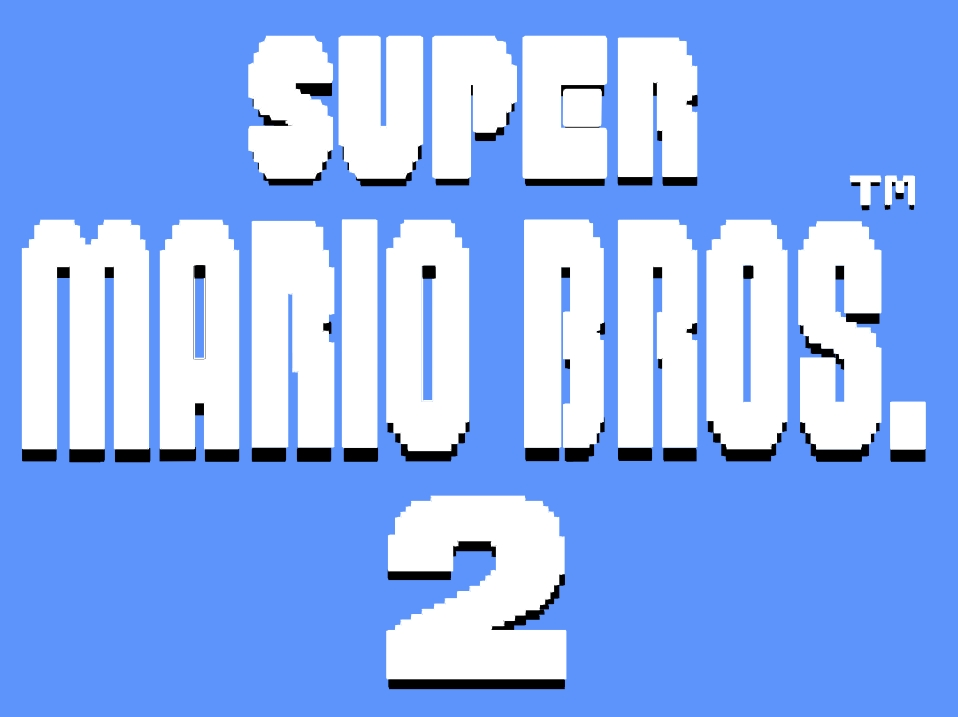

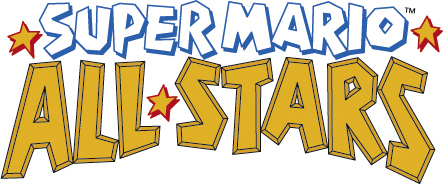

Logók

Super Mario Bros.
A sorozat első része, ami a mai Super Mario platformjátékok játékmenetének alapjait tette le. A Nintendo Entertainment System nyitócíme volt, és 1985-ben jelent meg. A játék 8 világot tartalmaz, mindegyikben 4 pálya van. Minden világ végén Mariónak meg kell küzdenie Bowserrel.
Super Mario Bros.: The Lost Levels
1986-ban jelent meg Family Computer Disk Systemre.

All Night Nippon Super Mario Bros.
Szintén 1986-ban jelent meg, kizárólag Family Computer Disk Systemre a Fuji TV által kiadva. A játék egy paródiája a japán All Night Nippon rádióműsornak.
Vs. Super Mario Bros.
A Super Mario Bros. játéktermi verziója, mely 1986-ban jelent meg.
Super Mario Bros. Special
A Hudson Soft által készített verzió, melynek NEC PC-8801 és Sharp X1 verziója létezik. Mindkettő 1986-ban jelent meg.
Super Mario Bros. 2
1988-ban jelent meg.
Super Mario Bros. 3
1988-ban jelent meg.
Super Mario Land
1989-ben jelent meg Game Boy-ra.
Super Mario World
1990-ben jelent meg Super Nintendo Entertainment Systemre.
Super Mario Land 2: 6 Golden Coins
1992-ben jelent meg Game Boy-ra.
Super Mario All-Stars
1993-ban jelent meg Super Nintendo Entertainment Systemre
Super Mario World 2: Yoshi's Island
1995-ben jelent meg Super Nintendo Entertainment Systemre.
Super Mario 64
1996-ban jelent meg Nintendo 64-re.
Super Mario Sunshine
2002-ben jelent meg GameCube-ra.
New Super Mario Bros.
2006-ban jelent meg Nintendo DS-re.
Super Mario Galaxy
2007-ben jelent meg Wii-re.
New Super Mario Bros. Wii
2009-ben jelent meg Wii-re.
Super Mario Galaxy 2
2010-ben jelent meg Wii-re.
Super Mario 3D Land
2011-ben jelent meg Nintendo 3DS-re.
New Super Mario Bros. 2
2012-ben jelent Nintendo 3DS-re.
New Super Mario Bros. U
2012-ben jelent meg Wii U-ra.
Super Mario 3D World
2013-ban jelent meg Wii U-ra.
Super Mario Maker
2015-ben jelent meg Wii U-ra.
Super Mario Run
2016-ban jelent meg iOS-re és Androidra.
Super Mario Odyssey
2017-ben jelent meg Nintendo Switch-re.
Super Mario Maker 2
2019-ben jelent meg Nintendo Switch-re.
Super Mario 3D World + Bowser's Fury
2021-ben jelent meg Nintendo Switch-re

Super Mario Bros. Wonder
2023-ban jelent meg Nintendo Switch-re